# The Bridge (Ace-of-Base-Album)
The Bridge ist das zweite Studioalbum der schwedischen Band Ace of Base aus dem Jahr 1995.

## Entstehung und Veröffentlichung
Die Erstveröffentlichung von The Bridge erfolgte am 27. Oktober 1995 bei Metronome Records in Europa. Das Album erschien in seiner Originalausführung als CD mit 17 Titeln (Katalognummer: 529 397-2). In den Vereinigten Staaten erschien es am 14. November 1995 mit 15 Titeln bei Arista Records (Katalognummer: 07822-18806-2). Am 18. Dezember 2015 erschien das Album erstmals als LP-Ausführung bei Mirumir Records (Katalognummer: MIR0100762).
Geschrieben wurden die Lieder in unterschiedlichen, wechselnden Konstellationen der Bandmitglieder Jenny Berggren, Jonas Berggren und Ulf Ekberg, teilweise in Zusammenarbeit mit Koautoren. Die Produktion erfolgte auch durch Teilen der Band sowie weiteren verschiedene Produzenten, darunter namhafte Produzenten wie Karl Sandberg (Max Martin) oder auch Dag Volle (Denniz PoP). Ace-of-Base-Sängerin Linn Berggren sagte zur Produktion: „Ich wollte ein paar alte Freunde, die Produzenten auf einem sehr niedrigen Niveau sind... Ich wollte ihnen die Chance geben, auf dieser Platte zu sein. Aber es lief nicht so, wie ich es wollte, und es war keine Zeit, es zu wiederholen. Es hat mich viel darüber gelehrt, wie Sie sich verhalten sollen, wenn Sie in der Situation sind, die anzuführen, mit denen Sie arbeiten – dass Sie auch anführen müssen.“

## Titelliste
| Nr. | Titel                         | Autor(en)                             | Produzent(en)                                  | Länge |
| --- | ----------------------------- | ------------------------------------- | ---------------------------------------------- | ----- |
| 1.  | Beautiful Life                | Jonas Berggren, John Ballard          | Denniz Pop, Max Martin, Jonas Berggren         | 3:39  |
| 2.  | Never Gonna Say I’m Sorry     | Jonas Berggren                        | Denniz Pop, Max Martin, Jonas Berggren         | 3:14  |
| 3.  | Lucky Love                    | Jonas Berggren, Billy Steinberg       | Denniz Pop, Max Martin, Jonas Berggren         | 2:52  |
| 4.  | Edge of Heaven                | Ulf Ekberg, John Ballard, Stonestream | Ulf Ekberg, John Ballard, Stonestream          | 3:49  |
| 5.  | Strange Ways                  | Linn Berggren                         | Linn Berggren, Radiant                         | 4:16  |
| 6.  | Ravine                        | Jenny Berggren                        | Per Adebratt, Tommy Ekman                      | 4:39  |
| 7.  | Perfect World                 | Ulf Ekberg, John Ballard, Stonestream | Ulf Ekberg, John Ballard, Stonestream          | 3:55  |
| 8.  | Angel Eyes                    | Jonas Berggren, Billy Steinberg       | Jonas Berggren, P. Adebratt, T. Ekman          | 3:13  |
| 9.  | Whispers In Blindness         | Linn Berggren                         | Linn Berggren, Zal                             | 4:10  |
| 10. | My Déjà Vu                    | Jonas Berggren                        | P. Adebratt, T. Ekman, D. Carr, Jonas Berggren | 3:22  |
| 11. | You And I                     | Jonas Berggren, Billy Steinberg       | Jonas Berggren                                 | 4:05  |
| 12. | Wave wet Sand                 | Jenny Berggren                        | Jonas Berggren                                 | 3:18  |
| 13. | Que Sera                      | Ulf Ekberg, J. Ballard, Stonestream   | Ulf Ekberg, J. Ballard, Stonestream            | 3:47  |
| 14. | Just 'N' Image                | Linn Berggren                         | P. Adebratt, T. Ekman, Linn Berggren           | 3:07  |
| 15. | Lucky Love (acoustic Version) | Jonas Berggren, B. Steinberg          | Denniz Pop, Max Martin, Jonas Berggren         | 2:52  |
| 16. | Experience Pearls             | Jenny Berggren                        | D. Carr, Bag                                   | 3:57  |
| 17. | Blooming 18                   | Jonas Berggren, B. Steinberg          | Denniz Pop, Max Martin, Jonas Berggren         | 3:38  |

## Singleauskopplungen
| Jahr | Titel                     | Höchstplatzierung, Gesamtwochen, AuszeichnungChartplatzierungen (Jahr, Titel, , Platzierungen, Wochen, Auszeichnungen, Anmerkungen) | Höchstplatzierung, Gesamtwochen, AuszeichnungChartplatzierungen (Jahr, Titel, , Platzierungen, Wochen, Auszeichnungen, Anmerkungen) | Höchstplatzierung, Gesamtwochen, AuszeichnungChartplatzierungen (Jahr, Titel, , Platzierungen, Wochen, Auszeichnungen, Anmerkungen) | Höchstplatzierung, Gesamtwochen, AuszeichnungChartplatzierungen (Jahr, Titel, , Platzierungen, Wochen, Auszeichnungen, Anmerkungen) | Höchstplatzierung, Gesamtwochen, AuszeichnungChartplatzierungen (Jahr, Titel, , Platzierungen, Wochen, Auszeichnungen, Anmerkungen) | Höchstplatzierung, Gesamtwochen, AuszeichnungChartplatzierungen (Jahr, Titel, , Platzierungen, Wochen, Auszeichnungen, Anmerkungen) | Anmerkungen                                               |
| Jahr | Titel                     | DE | AT | CH | UK | US | SE | Anmerkungen                                               |
| ---- | ------------------------- | --- | --- | --- | --- | --- | --- | --------------------------------------------------------- |
| 1995 | Lucky Love                | DE13 (19 Wo.)DE | AT14 (12 Wo.)AT | CH19 (17 Wo.)CH | UK20 (8 Wo.)UK | US30 (17 Wo.)US | SE1 (14 Wo.)SE | Erstveröffentlichung: 9. Oktober 1995                     |
| 1995 | Beautiful Life            | DE20 (17 Wo.)DE | AT24 (8 Wo.)AT | CH33 (7 Wo.)CH | UK15 (6 Wo.)UK | US15 (20 Wo.)US | SE22 (11 Wo.)SE | Erstveröffentlichung: 27. Oktober 1995 Verkäufe: + 25.000 |
| 1995 | Never Gonna Say I’m Sorry | DE44 (11 Wo.)DE | AT38 (2 Wo.)AT | — | — | — | SE24 (7 Wo.)SE | Erstveröffentlichung: 1995                                |

## Rezeption
Die Website Allmusic gab dem Album drei von fünf Sternen. Die Platte klinge wie der Vorgänger, die Songs seien jedoch insgesamt gesehen besser.

## Kommerzieller Erfolg

### Chartplatzierungen
The Bridge avancierte zum Nummer-eins-Album in Schweden. Darüber hinaus erreichte es unter anderem in Finnland (Rang 2), Belgien-Flandern und der Schweiz (je Rang 4), Deutschland (Rang 8) und Österreich (Rang 10) Top-10-Platzierungen.
| ChartsChartplatzierungen       | Höchstplatzierung | Wochen |
| ------------------------------ | ----------------- | ------ |
| Deutschland (GfK)              | 8 (39 Wo.)        | 39     |
| Österreich (Ö3)                | 10 (16 Wo.)       | 16     |
| Schweden (GLF)                 | 1 (26 Wo.)        | 26     |
| Schweiz (IFPI)                 | 4 (28 Wo.)        | 28     |
| Vereinigte Staaten (Billboard) | 29 (29 Wo.)       | 29     |
| Vereinigtes Königreich (OCC)   | 66 (7 Wo.)        | 7      |

| ChartsJahrescharts (1996) | Platzierung |
| ------------------------- | ----------- |
| Deutschland (GfK)         | 40          |
| Schweiz (IFPI)            | 24          |

### Auszeichnungen für Musikverkäufe
Das Album wurde weltweit über fünf Millionen Mal verkauft.
| Land/Region               | Auszeichnungen für Musikverkäufe (Land/Region, Auszeichnung, Verkäufe) | Verkäufe  |
| ------------------------- | ---------------------------------------------------------------------- | --------- |
| Deutschland (BVMI)        | Gold                                                                   | (250.000) |
| Europa (IFPI)             | Platin                                                                 | 1.000.000 |
| Finnland (IFPI)           | Platin                                                                 | (59.097)  |
| Frankreich (SNEP)         | Platin                                                                 | (300.000) |
| Japan (RIAJ)              | 2× Platin                                                              | 400.000   |
| Kanada (MC)               | 2× Platin                                                              | 200.000   |
| Neuseeland (RMNZ)         | Platin                                                                 | 15.000    |
| Polen (ZPAV)              | Gold                                                                   | (50.000)  |
| Russland (NFPF)           | —                                                                      | 5.000     |
| Schweden (IFPI)           | Platin                                                                 | (100.000) |
| Schweiz (IFPI)            | Platin                                                                 | (50.000)  |
| Spanien (Promusicae)      | Gold                                                                   | (50.000)  |
| Vereinigte Staaten (RIAA) | Platin                                                                 | 1.000.000 |
| Insgesamt                 | 3× Gold · 11× Platin ·                                                 | 2.615.000 |

Hauptartikel: Ace of Base/Auszeichnungen für Musikverkäufe